# Sven Silén
Sven Fredrik Paul Silén, född den 28 januari 1908 i Boden, död den 16 januari 1983, (gravsatt i Härnösand) var en svensk biskop. Han var son till Paul och Elin Silén samt bror till Lars Silén. Silén var far till arkeologen Anne-Sofie Gräslund, Hedwig Hermanson Silén och prost honoris causa teol. dr Hans Fredrik Silén.

## Biografi
Silén blev filosofie kandidat vid Uppsala universitet 1928, teologie kandidat 1931 och teologie doktor 1939. Han var ärkebiskop Eidems sekreterare 1934-40, docent i teologisk lärdomshistoria i Uppsala 1939-40 och i dogmatik med symbolik 1959-62. Silén var lektor i Härnösand 1940-59, rektor vid högre allmänna läroverket där 1946-59 samt lektor vid Fjellstedtska skolan i Uppsala 1959-62. Han blev biskop i Västerås stift 1962 och emeritus 1975. Han satt i kyrkofullmäktige i Härnösand 1942-59, var vice ordförande där 1954-59, satt i stadsfullmäktige i samma stad 1943-59 och var nämndeman 1948-59. Silén var som representant för Svenska kyrkan observatör vid Andra vatikankonsiliet 1963-65. Som aktiv i Svenska Frimurare Orden uppbar Silén flera ämbeten, bland annat som Ordens Högste Prelat. Under några år var Silén ordförande för Stiftelsen Sverige och Kristen Tro.
Silén var hedersledamot av Norrlands och Västmanlands-Dala nationer i Uppsala.

## Ordnar och utmärkelser
- Kommerndör av första klassen av Kungl. Nordstjärneorden – 1965
- Riddare av Carl XIII:s orden – 1964